# Adrian Ridley
Adrian Ridley (* 11. September 1982) ist ein australischer Snookerspieler, der 2017 die australische Snooker-Meisterschaft sowie 2018 die Snookerozeanienmeisterschaft gewann.

## Karriere

### Erste Jahre als Amateurspieler
Als Zwanzigjähriger nahm Ridley, der aus Yarrawonga im Bundesstaat Victoria kommt, als Amateur 2002 an der U21-Weltmeisterschaft teil, überstand ohne Niederlage und unter anderem mit einem Sieg über Jamie Jones die Gruppenphase und erreichte schließlich das Achtelfinale, in dem er nur knapp mit 4:5 gegen James Mifsud verlor. Mifsud hatte ihn bereits wenige Monate zuvor im Finale der australischen U21-Meisterschaft mit 8:7 besiegt. In den nächsten beiden Jahren versuchte er vergeblich, sich über die Challenge Tour für die Profitour zu qualifizieren und verlor dabei sowie in einer Vorqualifikationsrunde der Snookerweltmeisterschaft jeweils sein Auftaktspiel.
Schließlich nahm er 2005 erstmals an der australischen Snooker-Meisterschaft teil und erreichte das Halbfinale. Ein Jahr später nahm er zudem erstmals an der Ozeanienmeisterschaft teil und erreichte unter anderem mit Siegen über Vinnie Calabrese und Matthew Bolton das Halbfinale, das er gegen den Neuseeländer Dene O’Kane verlor. Während er bei der australischen Snooker-Meisterschaft im Jahr 2007 im Viertelfinale gegen Glen Wilkinson und 2008 im Achtelfinale gegen Shawn Budd ausschied, verlor er im selben Jahr bei der Ozeanienmeisterschaft in der Runde der letzten 32 gegen Chris McBreen.

### Etablierung im Amateursnooker
Nach einer mehrjährigen Pause nahm Ridley im Jahr 2012 erneut an der Ozeanienmeisterschaft teil und zog ins Halbfinale ein, in dem er mit 4:5 nur knapp gegen James Mifsud verlor. Im selben Jahr versuchte er, sich über die Q School für die Profitour zu qualifizieren. Neben zwei frühen Niederlagen erreichte er im Rahmen des ersten Events unter anderem mit Siegen über Jeff Cundy und Fraser Patrick das Finale seiner Gruppe, verlor aber mit 1:4 gegen Martin O’Donnell. Ein Jahr später zog er ins Viertelfinale der Ozeanienmeisterschaft ein, wo er gegen Steve Mifsud ausschied, und gewann die Meisterschaft in der Variante 6-Red. Dadurch wurde er als Amateur zur 6-Red World Championship eingeladen, schied dort aber mit nur einem Sieg über Kristján Helgason in der Gruppenphase aus. Zuvor hatte er bei der Amateurweltmeisterschaft im 6-Red-Snooker das Halbfinale erreicht und dort gegen Michael Judge verloren.
Während er 2014 bei der Ozeanienmeisterschaft das Halbfinale erreichte und sich dort Charlie Chafe geschlagen geben musste, schied er bei der 6-Red World Championship trotz eines Sieges über John Higgins in der Gruppenphase aus. Noch im selben Jahr überstand er bei der Amateurweltmeisterschaft die Gruppenphase und zog später ins Viertelfinale ein, bevor er in dieser Runde gegen Zhao Xintong ausschied. 2015 erreichte er zunächst das Viertelfinale der Ozeanienmeisterschaft und verlor gegen Ben Judge, während er mit einer Wildcard und einem Sieg über Ben Woollaston in der entsprechenden Runde bei den Australian Goldfields Open erstmals bei einem professionellen Ranglistenturnier die Hauptrunde erreichte, dort aber gegen Robert Milkins ausschied. Im selben Jahr nahm er sowohl an der australischen Snooker-Meisterschaft als auch an der Australian Open Championship teil, wobei er bei ersterer das Achtelfinale und bei letzterer das Viertelfinale erreichte, und schied kurz danach bei der Amateurweltmeisterschaft früher als in den vorherigen Jahren aus.

### Jahre des Erfolgs als Amateur
Das Jahr 2016 begann für Ridley mit einer Teilnahme am Halbfinale der Ozeanienmeisterschaft, in dem er sich im Decider Kurt Dunham geschlagen geben musste. Im selben Jahr erreichte er bei der australischen Meisterschaft das Achtelfinale, schied aber bei der Australian Open Championship früh aus, während er bei der Ozeanienmeisterschaft des folgenden Jahres das Viertelfinale erreichte. Doch kurz darauf gelang ihm bei der australischen Meisterschaft erstmals der Einzug ins Finale, in dem mit einem 6:3-Sieg über Steve Mifsud erstmals australischer Meister wurde. Nachdem er gegen Mifsud im Halbfinale der Australian Open Championship verloren hatte, bei der Amateurweltmeisterschaft früh ausgeschieden war und mit einem 6:0-Sieg über Ryan Thomerson zum zweiten Mal die 6-Red-Ozeanienmeisterschaft gewonnen hatte, zog er unter anderem mit einem Sieg über Joe Minici ins Finale der Ozeanienmeisterschaft ein und gewann dieses mit 6:4 gegen Dennis Paul.
2018 konnte Ridley als Amateur zudem an der Qualifikation für die professionelle Snookerweltmeisterschaft teilnehmen. In der ersten Qualifikationsrunde verlor er dabei mit 1:10 deutlich gegen den schottischen Ex-Weltmeister Graeme Dott. Allerdings folgten bei den folgenden nationalen, kontinentalen und internationalen Turnieren meist durchwachsene Ergebnisse, wobei eine Halbfinalteilnahme bei der australischen Meisterschaft 2018 Ridleys bestes Ergebnis darstellte.
2023 feierte Ridley erneut einen Erfolg, als er das Seniorenturnier der Asien-Pazifik-Meisterschaft gewann und sich dadurch für die World Seniors Championship qualifizierte. Nach einem Sieg gegen Joe Johnson schied er im Viertelfinale gegen den späteren Sieger Jimmy White aus. Wenige Monate später erreichte Ridley zum zweiten Mal das Finale der australischen Meisterschaft, verlor jedoch gegen Steve Mifsud.

## Erfolge
| Ausgang         | Jahr   | Turnier                                    | Finalgegner      | Ergebnis |
| --------------- | ------ | ------------------------------------------ | ---------------- | -------- |
| Amateurturniere |        |                                            |                  |          |
| Zweiter         | 2002   | Australische Snooker-Meisterschaft – U21   | James Mifsud     | 7:8      |
| Zweiter         | 2012/1 | Q School                                   | Martin O’Donnell | 1:4      |
| Sieger          | 2013   | OBSF 6-Red-Snookerozeanienmeisterschaft    | Vinnie Calabrese | 5:0      |
| Sieger          | 2017   | Australische Snooker-Meisterschaft         | Steve Mifsud     | 6:3      |
| Sieger          | 2017   | OBSF 6-Red-Snookerozeanienmeisterschaft    | Ryan Thomerson   | 6:0      |
| Sieger          | 2018   | OBSF Snookerozeanienmeisterschaft          | Dennis Paul      | 6:4      |
| Sieger          | 2023   | APSBF Senioren-Asien-Pazifik-Meisterschaft | Joe Minici       | 4:0      |
| Zweiter         | 2023   | Australische Snooker-Meisterschaft         | Steve Mifsud     | 1:6      |